# Romaine Brooks
Romaine Brooks, nata Beatrice Romaine Goddard (Roma, 1º maggio 1874 – Nizza, 7 dicembre 1970), è stata una pittrice statunitense.
Si specializzò in ritratti con una tavolozza di colori dominata dalle sfumature di grigio. Rifiutò i movimenti artistici contemporanei come il cubismo e il fauvismo ispirandosi invece alla scuola simbolista.

## Biografia

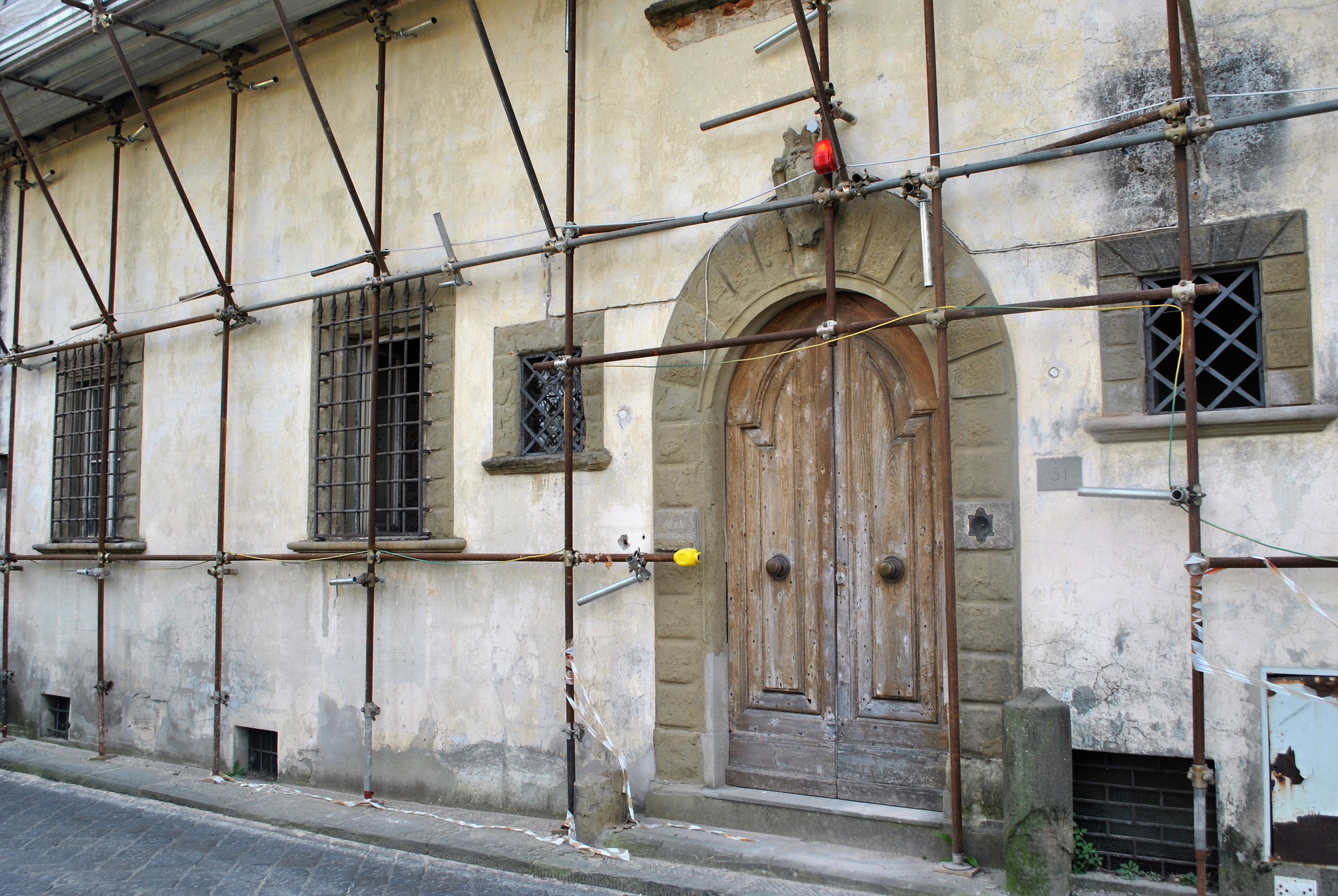
Villa Sant'Agnese, Firenze, Italia

Nasce in un hotel a Roma (da cui Romaine) da ricchi genitori statunitensi (che le garantirono l'agiatezza per tutta la vita, di fatto esentandola dal bisogno di un lavoro), che decisero di rientrare presto negli Stati Uniti. Dopo aver raggiunto l'età adulta la Brooks passò la maggior parte della propria vita a Parigi, salvo i vari soggiorni in Italia: in particolare a Capri, e a Roma dove studiò arte alla Scuola Nazionale. Tra il 1903 ed il 1904 la Brooks fu, per un breve periodo, sposata con l'archeologo John Ellingham Brooks. Presto però i due raggiunsero un accordo: non avrebbero divorziato, in modo da mantenere lo status socialmente rispettabile di persone sposate, ma non avrebbero più convissuto. In cambio Romaine avrebbe garantito una rendita mensile al marito, che accettò volentieri.
Lasciato il marito la Brooks ebbe, tra le altre, relazioni amorose con l'ex amante di Oscar Wilde, Lord Alfred Douglas, con la ballerina Ida Rubinstein e con lo scrittore e poeta Gabriele D'Annunzio. La più importante relazione della sua vita, durata cinquant'anni, fu però quella con la scrittrice Natalie Clifford Barney, che incontrò nel 1915. Brooks si trasferì da Parigi a Villa Sant'Agnese, una casa appena fuori Firenze, nel 1937, e nel 1940 Barney la raggiunse, scappando dalla Francia invasa dai Tedeschi. Alla fine della Seconda Guerra Mondiale Barney tornò a Parigi, ma Brooks si rifiutò di andare con lei. Verso la fine della sua vita, smise di frequentare Barney, rifiutando di vederla quando quest'ultima le prestava visita. Brooks morirà a Nizza, in Francia, nel 1970 a 96 anni.

## Opere
In particolare, traspaiono nei dipinti che sono tra le sue opere più conosciute le sue relazioni con Ida Rubinstein e Gabriele D'Annunzio, che la soprannominò "Cinerina" per il prevalere dei toni grigi nella sua tavolozza cromatica. La Rubinstein fu la modella per il dipinto del 1914 La France Croisée ("La croce di Francia", ma anche "La Francia crociata"), che venne riprodotto in uno speciale opuscolo, completato da una poesia di D'Annunzio, e venduto per raccogliere fondi per la Croce Rossa ed altre organizzazioni coinvolte nello sforzo bellico della prima guerra mondiale (negli anni successivi la Brooks avrebbe ricevuto la Gran Croce della Legion d'onore come riconoscimento per i servizi resi dalla sua arte allo stato francese).
La Rubinstein fu anche l'oggetto di altri lavori, incluso un ritratto, e la grottesca caricatura L'arciere mascherato, che la ritrae (in un momento in cui la Brooks sospettava una tresca amorosa fra i due) nel suo ruolo di protagonista dell'opera di D'Annunzio Le martyre de Saint Sébastien, che lo scrittore aveva scritto (in francese) per la Rubinstein, mentre viene presa di mira da un nanerottolo calvo con arco e frecce (D'Annunzio). I due ritratti che la Brooks fece di D'Annunzio (uno dei quali è conservato al Vittoriale) sono indubitabilmente tra i più famosi ritratti dello scrittore. La Brooks eseguì ritratti anche di Jean Cocteau, del duca Uberto Strozzi e di Carl van Vechten.
Romaine Brooks fu una delle più note artiste che costituirono la scena artistica cosiddetta della "Rive gauche" parigina degli anni venti, e dipinse molti ritratti di altre donne legate a questo periodo: Una Troubridge, l'amante di Radclyffe Hall, la pianista Renata Borgatti (che fu sua amante nel periodo di Capri), la marchesa Luisa Casati, la baronessa Emile d'Erlanger, Muriel Draper e Natalie Barney. Nel suo più famoso autoritratto la Brooks è vestita con una giacca da equitazione, guanti e cappello. Il dipinto è un sobrio studio di grigi e neri, come molti altri suoi lavori: cromaticamente abbastanza monotono, ad eccezione del punto rosso focale che rappresenta la Croce della Legion d'Onore appuntata al risvolto della giacca.